# Dlouhatec
Dlouhatec (Dolichos) je rod rostlin z čeledi bobovité. Jsou to popínavé nebo přímé byliny a keře, vyskytující se v počtu asi 60 druhů v Africe a Asii.

## Popis
Dlouhatce jsou vzpřímené, plazivé nebo popínavé byliny a keře. Některé druhy mají dřevnaté mrkvovité kořeny. Listy jsou trojčetné nebo jednolisté, s palisty i palístky na bázi jednotlivých lístků. Květenství jsou úžlabní nebo vrcholové hrozny, někdy okolíkovitě stažené, nebo jsou květy jednotlivé, úžlabní. Kalich je dvoupyský nebo s 5 zuby. Koruna je bílá nebo purpurová. Pavéza je okrouhlá, často se zahnutými oušky nebo přívěsky na bázi. Křídla jsou víceméně spojené s prohnutým člunkem. Tyčinek je 10 a jsou dvoubratré, jedna je volná, ostatní srostlé. Semeník obsahuje 3 až 12 vajíček a nese dužnatou čnělku, která je často zkroucená nazpět. Lusky jsou zploštělé, uvnitř bez přehrádek. Semena jsou zploštělá.

## Rozšíření
Rod dlouhatec je rozšířen v subsaharské Africe, Madagaskaru, jižní Arábii a tropické a subtropické Asii. Rod zahrnuje asi 65 druhů.

## Taxonomie
Rod Dolichos je v současné taxonomii čeledi bobovitých řazen do rozsáhlého tribu Phaseoleae. V minulosti byl do tohoto rodu někdy řazen i lablab purpurový (Lablab purpureus) jako dlouhatec lablab (Dolichos lablab).

## Význam
Kořeny Dolichos trilobus (syn. D. falcatus) jsou v tradiční indické medicíně využívány na zácpu a onemocnění kůže. Odvar ze semen je používán na revmatismus.